# Nicolas de Fer

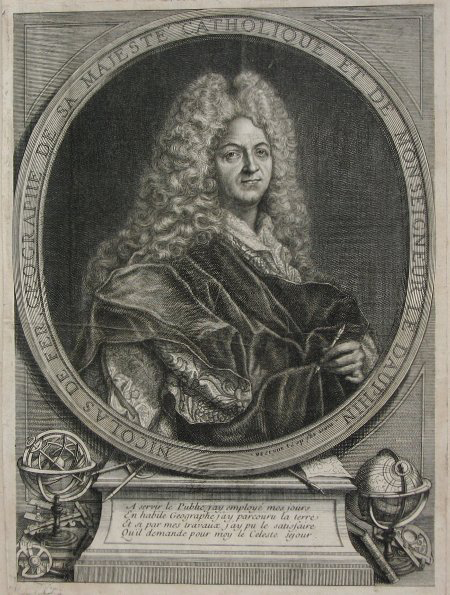
Nicolas de Fer

Nicolas de Fer (1646 - 1720) was een van de meest vruchtbare en invloedrijke Franse geografen en cartografen aan het eind van de 17e en begin 18e eeuw. Hij was tevens graveur en uitgever. 

## Biografie
Zijn eerste kaart stamt uit 1669. De Fer erfde in 1687 de zaak van zijn vader, de kaartverkoper Antoine de Fer, op de Quai de l’Horloge in Parijs. De Fer was graveur maar er is van zijn hand geen enkele gravure overgeleverd. In 1690 publiceerde hij zijn eerste atlas, van de Franse kust. Hij gaf 16 verschillende atlassen uit, verzamelingen van prenten van veldslagen (Théâtres de guerre) en in totaal meer dan 600 verschillende kaarten, waaronder zo'n 26 grote wandkaarten, grote plattegronden van Europese steden en een grote collectie thematische speelkaarten.
Hoewel er van hem gezegd wordt dat hij meer op kwantiteit dan op kwaliteit gericht was, genoot hij tijdens zijn leven een geweldige reputatie. Hij werd in 1690 de officiële geograaf van ‘Le Grand Dauphin’ (de Franse kroonprins Lodewijk, zoon van de Zonnekoning Lodewijk XIV), in 1702 van de Spaanse koning Filips V (zoon van diezelfde kroonprins), in 1711 van Lodewijk XIV zelf en in het laatste jaar van zijn leven van diens opvolger Lodewijk XV (‘Géographe ordinaire de sa Majesté Catholique’). Met zulke belangrijke koninklijke steun werden zijn kaarten spreekbuis van propaganda voor de familie Bourbon; ze benadrukten de kracht en de voordelen van hun regering en ondersteunden de expansiedrift van De Zonnekoning.
Na zijn dood zijn zijn kaarten en atlassen nog een dertigtal jaren door zijn erfgenamen gepubliceerd. Vandaag de dag zijn ze zeer gewild, niet alleen vanwege de flamboyante versieringen maar ook vanwege de geografische fouten die erop staan.

## Werken (selectie)

### Atlassen
- Les Côtes de France
- Les Atlas curieux
- L'Atlas des Forces de l'Europe
- Les Plans des villes fortifiées européennes

### Boeken
- Histoire des rois de France
- Introduction à la fortification

### Galerij

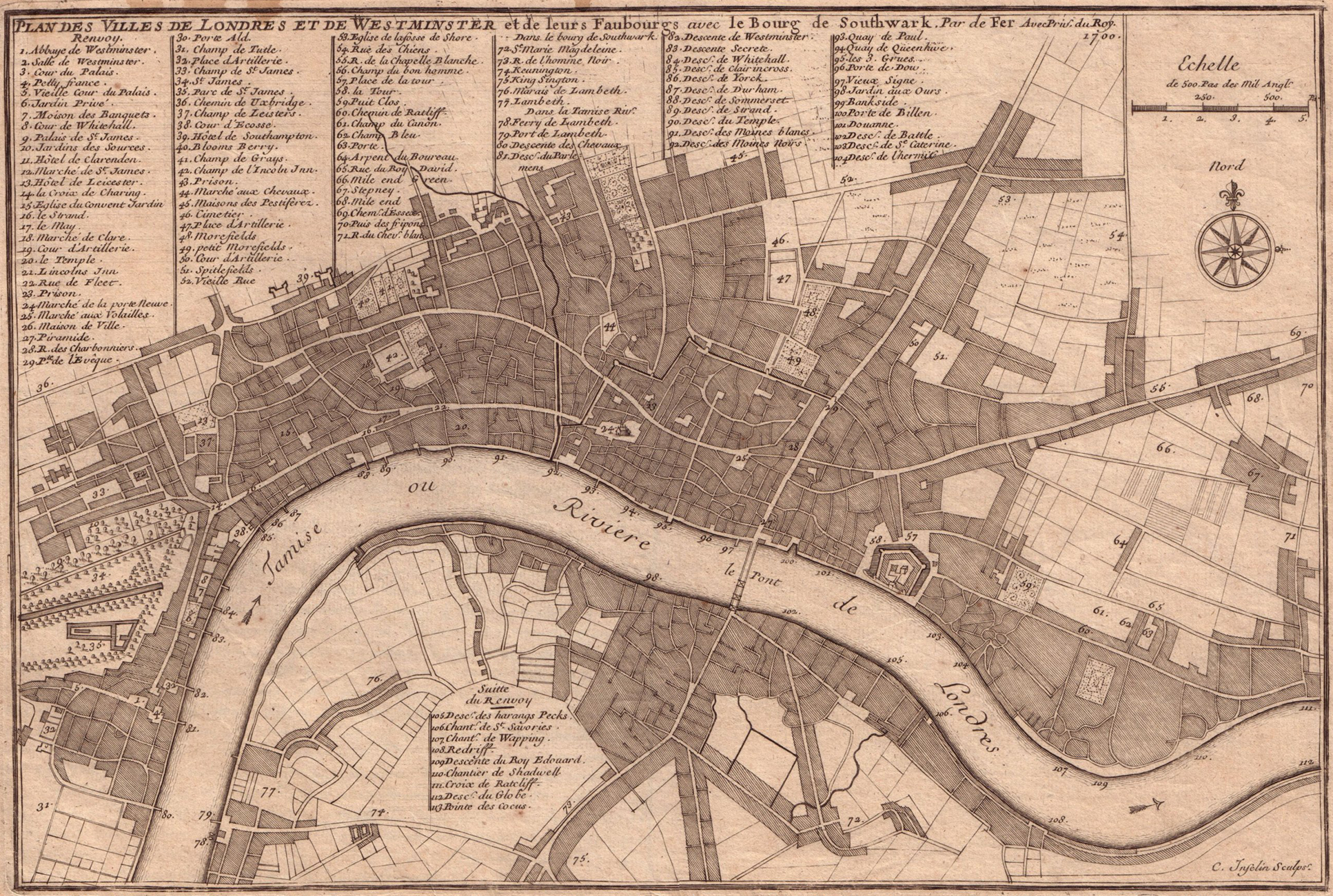
Londen (1700)
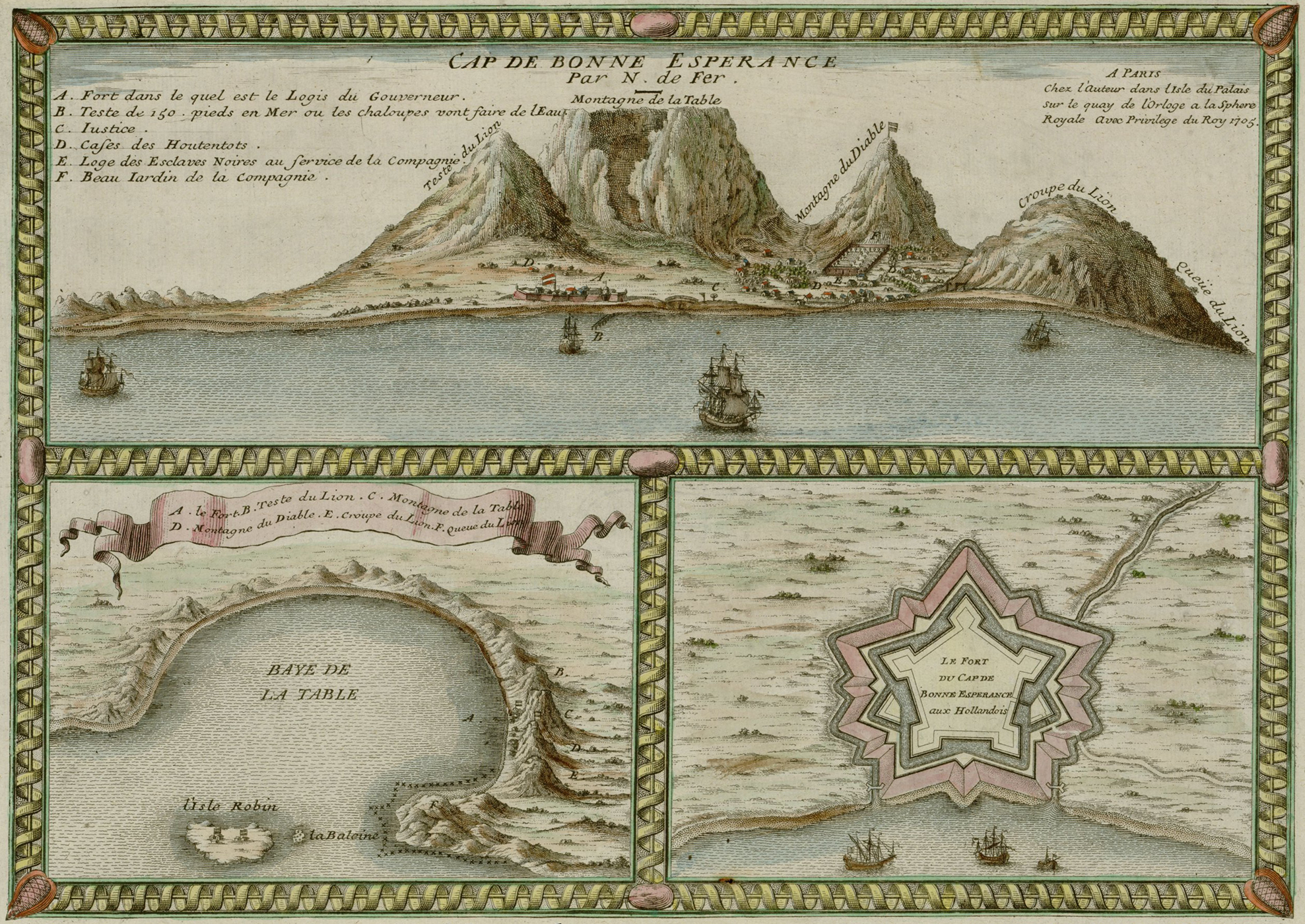
Kaap de Goede Hoop (1705)
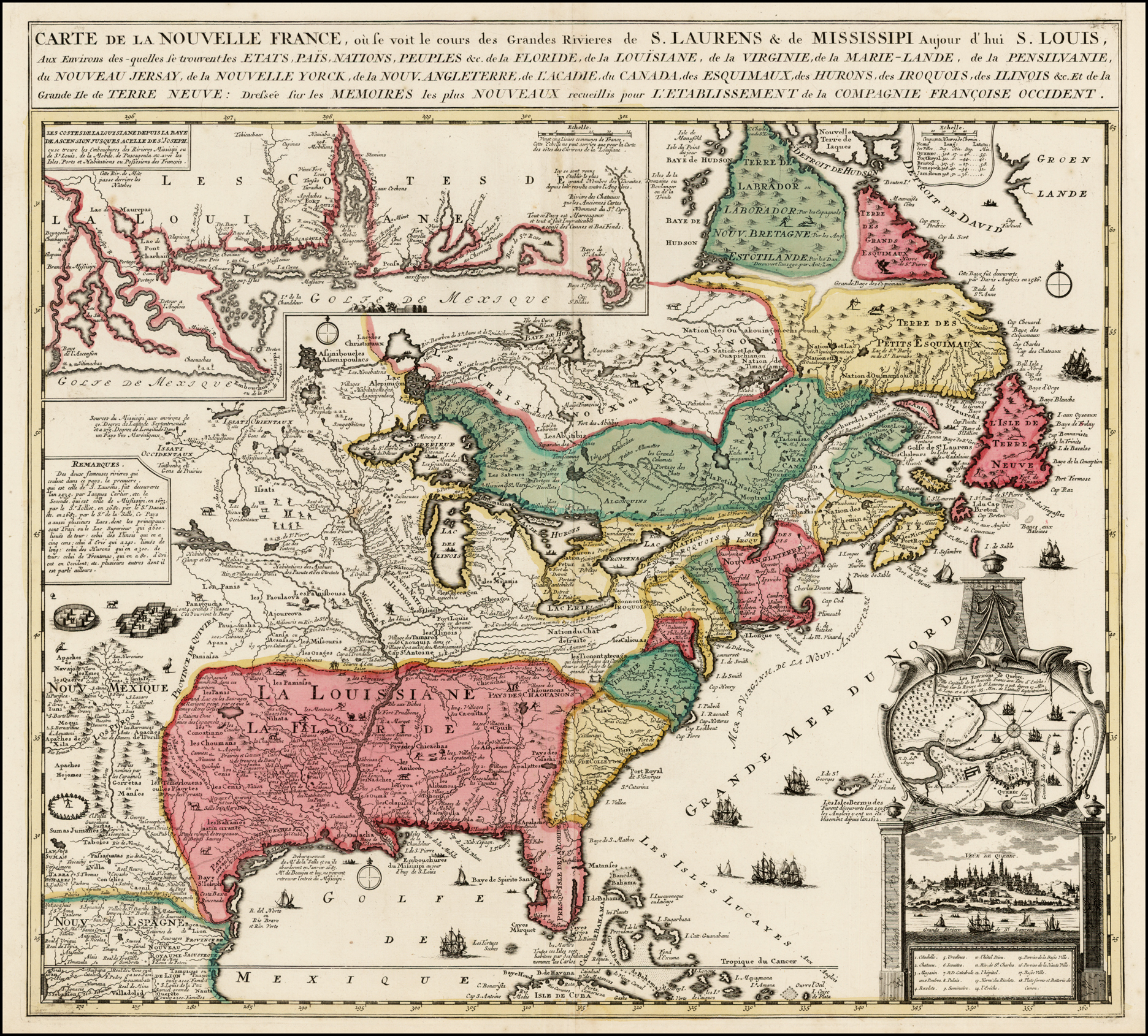
Nieuw-Frankrijk (1719)
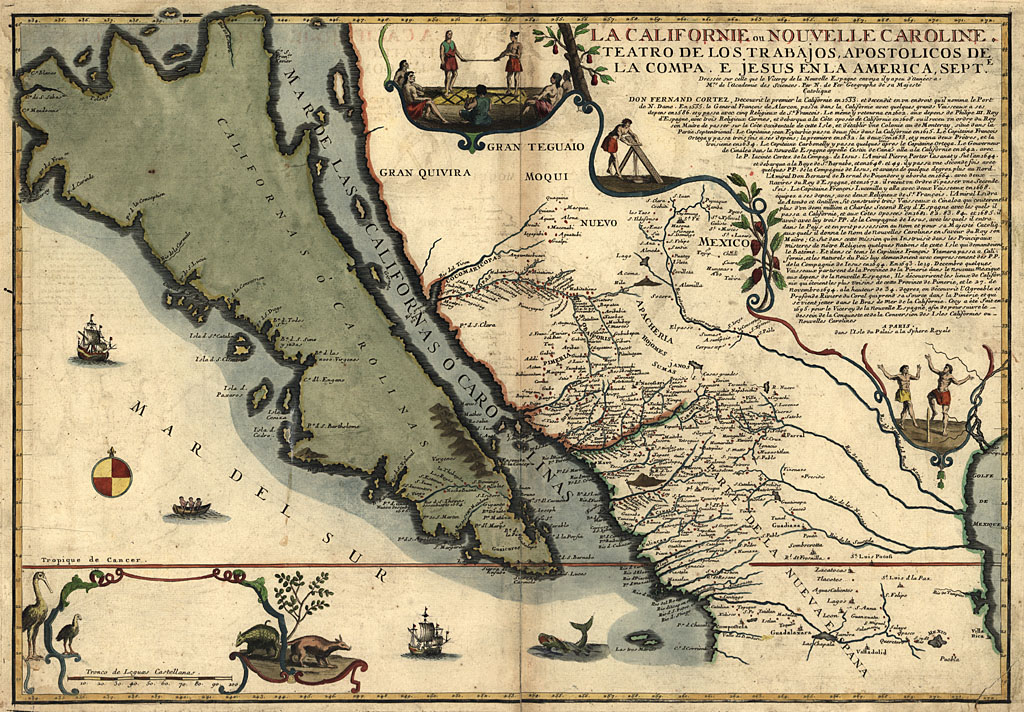
Californië (1720)

- Bibsys: 6025970
- Biblioteca Nacional de España: XX894232
- Bibliothèque nationale de France: cb15287405c (data)
- Catàleg d'autoritats de noms i títols de Catalunya: 981058518441906706
- CiNii: DA17021672
- Stuttgart Database of Scientific Illustrators 1450–1950: 5773
- Gemeinsame Normdatei: 124536794
- International Standard Name Identifier: 0000 0000 8342 2495
- Library of Congress Control Number: n82147974
- Nationale Bibliotheek van Tsjechië: mzk2008453589
- Nationale Bibliotheek van Israël: 987007297253905171
- Nederlandse Thesaurus van Auteursnamen: 069760519
- Réseau des bibliothèques de Suisse occidentale: 02-A003237777
- Istituto Centrale per il Catalogo Unico: UBOV374814
- LIBRIS: 337453
- SNAC: w6962g5g
- Système universitaire de documentation: 073719986
- Virtual International Authority File: 22440072
- WorldCat: E39PBJkhKMMfgQFvP6rfBGYtrq